# Lucien Carr
Lucien Carr (New York, 1º marzo 1925 – Washington, 28 gennaio 2005) è stato un giornalista statunitense.
Fu un membro determinante del circolo originario di New York City della Beat Generation nel 1940 e ha poi lavorato per molti anni come redattore per la United Press International.

## Biografia

### Gli anni della giovinezza
Carr nacque a New York City; i suoi genitori, Russell Carr e Marian Gratz Carr, provenivano entrambi da importanti famiglie di S. Louis. Dopo che i suoi genitori si separarono nel 1930, il giovane Lucien tornò con sua madre a St. Louis, dove trascorse il resto della sua infanzia.
A 14 anni, Carr conobbe David Kammerer (nato nel 1911), un uomo che ebbe su di lui una profonda influenza nel corso della sua vita. Kammerer era un insegnante di inglese e un istruttore di educazione fisica presso la Università Washington a Saint Louis. Kammerer era un amico d'infanzia di William S. Burroughs, altro appartenente alla ricca St. Louis che conosceva la famiglia Carr. Burroughs e Kammerer avevano frequentato assieme la scuola elementare e, da giovani, viaggiarono insieme ed esplorarono la vita notturna di Parigi: Burroughs diceva di Kammerer che "era sempre molto divertente, la vera anima delle feste e completamente senza alcuna morale borghese" Kammerer incontrò Carr quando era leader di un gruppo di giovani di cui Carr era membro, e rimase rapidamente affascinato dall'adolescente.
Nel corso dei successivi cinque anni, Kammerer seguì Carr nei suoi continui cambi di scuola: il professore si palesava ovunque egli si iscrivesse. Carr avrebbe poi sostenuto, così come i suoi amici e familiari, che Kammerer lo perseguitava sessualmente con una persistenza predatoria che oggi sarebbe considerato stalking. Se le attenzioni di Kammerer erano sgradevoli o lusinghiere per il giovane (o entrambi) è ora oggetto di discussione tra coloro che approfondiscono la storia della Beat Generation.
Ciò che non è in discussione è che Carr cambiava continuamente scuola: dalla Phillips Academy di Andover, nel Massachusetts al Bowdoin College di Brunswick nel Maine alla University of Chicago e Kammerer lo seguiva ovunque.
I due socializzavano di tanto in tanto. Carr insistette sempre, e Burroughs lo confermava, di non avere mai avuto rapporti sessuali con Kammerer; Dennis McNally, il biografo di Jack Kerouac, ha scritto che Kammerer "era un doppelgänger i cui desideri sessuali Lucien non poteva soddisfare, il loro rapporto è stato una massa confusa di frustrazioni che faceva presagire minacciosamente dei guai".
La carriera di Carr all'University of Chicago finì in fretta e male, con un episodio che si concluse con il giovane che metteva la testa in un forno a gas. Egli spiegò in seguito questo gesto come un'"opera d'arte", ma il tentativo di suicidio apparente, che la famiglia Carr credeva fosse causato da Kammerer, lo portò ad un soggiorno di due settimane nel reparto psichiatrico dell'ospedale della Contea di Cook. La madre di Carr, che nel frattempo si era trasferita a New York, portò suo figlio con sé e lo iscrisse alla vicina Columbia University.
Marian Carr cercava di proteggere suo figlio da David Kammerer, ma non ci riuscì. Kammerer presto lasciò il suo lavoro e seguì Carr a New York, sistemandosi in un appartamento in Morton street nel West Village.
Anche William Burroughs si trasferì a New York, in un appartamento a un isolato di distanza da Kammerer. I due uomini rimasero amici.

### La Columbia e i Beats
Come matricola alla Columbia University, Carr fu uno studente eccezionale, con una mente rapida e aperta. Un compagno di classe del corso in studi classici tenuto da Lionel Trilling lo descrisse come "incredibilmente brillante... Sembrava che lui e Trilling stessero tenendo una conversazione privata".
Alla Columbia Carr fece anche amicizia con Allen Ginsberg nel dormitorio Union Theological Seminary sulla 122ª strada (una residenza supplementare della Columbia), quando Ginsberg bussò alla porta per scoprire chi stava ascoltando una registrazione di un trio di Brahms.
Poco dopo, una giovane donna con cui Carr aveva fatto amicizia, Edie Parker, fece conoscere a Carr il suo ragazzo, Jack Kerouac, allora ventiduenne e quasi alla fine della sua breve carriera di marinaio. Carr, a sua volta, fece incontrare Ginsberg e Kerouac ed entrambi lo presentarono al loro amico con maggiore esperienza di prima mano in decadenza: William Burroughs. Il nucleo della scena beat di New York si era formato, con Carr figura centrale. Come Ginsberg disse, "Lou era il collante".
Carr, Kerouac, Ginsberg e Burroughs esplorarono insieme il ventre più sporco di New York. Carr aveva un gusto per il comportamento provocatorio, per le canzoni licenziose e per le buffonate grossolane volte a scioccare i giudiziosi valori della classe media. Kerouac racconta che Carr una volta lo convinse a entrare in un barilotto di birra vuoto, che Carr fece poi rotolare giù per Broadway. Ginsberg scrisse nel suo diario di quel tempo: "Conosci queste parole, e parli il linguaggio di Carr: finocchio, fallo, clitoride, mania, feci, feto, utero, Rimbaud".
Fu Carr che per primo introdusse Ginsberg alla poesia di Arthur Rimbaud, il poeta francese del XIX secolo, la cui brillante giovinezza e lo stile decadente hanno fatto di lui un costante favorito tra gli studenti universitari. Rimbaud avrebbe avuto una grande influenza sulla poesia di Ginsberg.
Ginsberg era chiaramente affascinato da Carr, che vedeva come un egoista auto-distruttivo, ma che riteneva anche un vero genio.
I colleghi studenti vedevano Carr come persona di talento e dissoluta, un amante di scherzi e bagordi, esploratore degli infimi recessi di Chelsea e del Greenwich Village fino all'alba, senza che questo intaccasse le sue brillanti performance nello studio. In un'occasione, gli fu chiesto perché portava con sé un barattolo di marmellata per tutto il campus, Carr semplicemente spiegò che "aveva un appuntamento". Una mattina, tornando all'alba al suo dormitorio, scoprì che gli avevano fatto lo scherzo del sacco nel letto; Carr reagì inondando le stanze dei compagni del dormitorio con la manichetta antincendio del corridoio, mentre stavano ancora dormendo.
Carr sviluppò quella che lui chiamava "New Vision", una tesi riciclata dagli emersoniani trascendentalisti e bohémien parigini che hanno fissato i punti della ribellione creativa dei Beats:
"1) la nuda espressione di sé è il seme della creatività. 2) la coscienza dell'artista è ampliata dallo sconvolgimento dei sensi. 3) l'arte non è soggetta alla morale convenzionale".
Per dieci mesi, Kammerer rimase membro marginale di questa folla ribollente, ancora completamente infatuato di Carr, che a volte lo evitava e in altre occasioni assecondava le sue attenzioni. Una volta pare abbia portato Kammerer a una lezione di Lionel Trilling.
Resoconti di questo periodo narrano che la presenza di Kammerer e la devozione di innamorato per Carr mettesse a disagio molti altri beat.
In un'occasione, Burroughs trovò Kammerer che stava cercando di impiccare il gatto di Kerouac.
La psiche di Kammerer era evidentemente in crisi; tirava avanti a malapena, aiutando un addetto alla manutenzione del suo edificio sulla Morton Street in cambio dell'affitto. Nel luglio del 1944, Carr e Kerouac cominciarono a parlare di un viaggio fuori da New York su una nave della marina mercantile, il progetto portò Kammerer vicino alla pazzia per l'ansia che gli creava la possibilità di perdere Carr. Ai primi di agosto, Kammerer strisciò nella stanza di Carr attraverso la scala antincendio e rimase a guardarlo mentre dormiva per una mezz'ora; fu sorpreso da una guardia mentre stava strisciando per uscire.

### L'omicidio nel Riverside Park
Il 13 agosto 1944, Carr e Kerouac tentarono, senza riuscire, di partire da New York per la Francia su una nave mercantile; pensavano di attraversare a piedi la Francia fingendosi un francese (Kerouac) e il suo amico sordomuto (Carr), e speravano di arrivare a Parigi in tempo per vedere la liberazione degli Alleati. Costretti a scendere dalla nave all'ultimo minuto dal primo ufficiale, i due uomini bevvero insieme al bar abituale dei Beats, il West End Bar (vicino alla 114ª strada di Morningside Heights). Kerouac se ne andò per primo e andò a sbattere contro Kammerer, che gli chiese dove era Carr. Kerouac glielo disse. Kammerer incontrò Carr al West End, ed i due andarono a fare una passeggiata, finendo a Riverside Park nell'Upper West Side di Manhattan.
Secondo la versione di quella notte di Carr, lui e Kammerer stavano riposando vicino alla 115ª strada quando Kammerer fece ancora altre avances sessuali. Quando Carr lo respinse, disse, Kammerer lo aggredì, ed essendo più robusto, ebbe il sopravvento. In preda alla disperazione e al panico, dice Carr, accoltellò l'uomo più anziano, con un coltello da boy scout che possedeva fin dalla sua infanzia a St. Louis. Carr legò quindi mani e piedi del suo aggressore, avvolse la cintura Kammerer intorno alle braccia, appesantì il corpo con pietre, e lo gettò nel vicino fiume Hudson.
Successivamente Carr andò a casa di William Burroughs, gli diede un pacchetto di sigarette insanguinato di Kammerer e gli spiegò l'accaduto. Burroughs gettò le sigarette nel gabinetto e disse a Carr di procurarsi un avvocato e costituirsi. Invece, Carr cercò Kerouac, che lo aiutò a gettare il coltello e alcune delle cose di Kammerer; poi i due andarono a vedere un film e a guardare quadri al Museo di Arte Moderna.
Infine, Carr andò a casa di sua madre e poi all'ufficio del procuratore distrettuale di New York, dove confessò. I funzionari di polizia, incerti se la storia fosse vera - o se un crimine fosse stato commesso - lo tennero in custodia in attesa di recuperare il corpo di Kammerer. Carr identificò il cadavere, e poi condusse la polizia nel luogo dove aveva sepolto gli occhiali di Kammerer al Morningside Park.
Kerouac (che fu indicato nell'articolo sul crimine del The New York Times come "marinaio di 23 anni") fu arrestato come testimone, così come Burroughs. Il padre di Burroughs pagò la cauzione, ma secondo una nota versione di parte Beat, il padre di Kerouac si rifiutò di spedire i cento dollari per tirare fuori di prigione il figlio. Alla fine, i genitori della sua ragazza, Edie Parker, accettarono di inviare i soldi se Kerouac avesse sposato la loro figlia. Con i detective come testimoni, Edie e Jack si sposarono nel municipio, e dopo essere stato scarcerato, si trasferì a Grosse Pointe Park, nel Michigan, città natale dei Parker. Il loro matrimonio fu annullato dopo un anno.
Carr fu accusato di omicidio di secondo grado. Gli eventi furono seguiti nei dettagli dalla stampa, narrando il coinvolgimento del ben voluto e dotato studente proveniente da una famiglia importante, della prestigiosa università di New York e dei pruriginosi risvolti omosessuali della vicenda.
I quotidiani narravano la vicenda di Carr, giovane preda eterosessuale di un ossessionato omosessuale, che diventa violento nel tentativo di difendersi.
Il Daily News definì l'omicidio un "delitto d'onore".
Se ci fossero più sottili sfumature nei fatti raccontati da Carr (la conoscenza con Kammerer durava da cinque anni), i giornali le avrebbero ignorate.
Carr si dichiarò colpevole di omicidio di primo grado, e sua madre testimoniò in un'udienza sulle abitudini lussuriose di Kammerer. Carr fu condannato a un periodo da uno a venti anni di carcere; trascorse due anni presso Elmira Correctional Facility nello stato di New York e quindi venne rilasciato.
Il gruppo Beat di Carr (che Ginsberg chiamava "the Libertine Circle") fu, per un certo tempo, sciolto per l'omicidio. Diversi membri hanno cercato di scrivere sugli eventi. La città e la metropoli di Kerouac è una rivisitazione immaginaria, in cui Carr è rappresentato dal personaggio "Kenneth Wood", una rappresentazione più vicina agli eventi apparve in Vanità di Duluoz, sempre di Kerouac. Subito dopo l'uccisione, Allen Ginsberg ha iniziato un romanzo sul crimine che intitolò The Bloodsong ma il suo insegnante di inglese alla Columbia, per impedire altra pubblicità negativa per Carr o per l'università, convinse Ginsberg ad abbandonarlo.
Secondo Bill Morgan, nel suo libro The Beat Generation in New York il fatto di Carr spinse anche Kerouac e Burroughs a collaborare nel 1945 a un romanzo dal titolo And the Hippos Were Boiled in Their Tanks che è stato pubblicato per la prima volta nella sua interezza nel novembre 2008.

### Maturità
Dopo il suo periodo di detenzione, Carr trovò lavoro alla United Press (UP), che in seguito divenne United Press International (UPI), dove fu assunto come un copy boy nel 1946. Rimase in buoni rapporti con i suoi amici beat, e fu testimone di nozze quando Kerouac impetuosamente sposò Joan Haverty nel novembre 1950.
Talvolta è stato detto che Carr abbia fornito a Kerouac un rotolo di carta per telescrivente "rubacchiato" dagli uffici della UP, sul quale Kerouac fece la prima stesura del suo romanzo Sulla strada in una maratona di 20 giorni alimentandosi di caffè, stimolanti e marijuana.
Il rotolo era reale, ma il contributo di Carr alla storia della prima bozza è probabilmente una fusione di due episodi diversi, il primo rotolo di 119 piedi (36 metri), che Kerouac scrisse nel mese di aprile 1951, era in realtà costituito da molti diversi fogli grandi di carta tagliati e quindi uniti. Dopo che Kerouac finì quella prima versione, si trasferì per breve tempo nell'appartamento di Carr nella 21ª strada, dove scrisse una seconda bozza in maggio su un rotolo di telescrivente United Press, e che poi trasferì nelle singole pagine per il suo editore.
Carr è rimasto un lavoratore diligente e fidato di UP/UPI. Nel 1956, quando Urlo di Ginsberg e On The Road di Kerouac divennero noti, Carr tranquillamente fu promosso a direttore delle news notturne.
Lasciandosi alle spalle il suo esibizionismo giovanile, Carr divenne amante della sua privacy. È noto che Carr chiese a Ginsberg di togliere il suo nome dalla dedica all'inizio di Urlo. Il poeta acconsentì. Carr divenne anche un consigliere di riservatezza nella vita di Ginsberg, avvertendolo di "tenere imbroglioni e parassiti a distanza."
Per molti anni, Ginsberg avrebbe visitato gli uffici dell'UPI e sala stampa per seguire le varie notizie che riguardavano lo stesso Ginsberg.
Carr ha continuato a frequentare Kerouac come compagno di bevute, lettore e critico, revisore delle prime bozze del lavoro di Kerouac e confidente di Kerouac per le crescenti frustrazioni con il mondo dell'editoria.
Il 4 gennaio 1952 Carr sposò Francesca "Cessa" von Hartz, figlia di Ernest von Hartz, redattore del New York Times. La coppia ebbe tre figli: Simon, Caleb ed Ethan (nel 1994, Caleb ha pubblicato The Alienist, un romanzo che divenne un best seller e ha reso il figlio, l'acclamato autore che suo padre avrebbe voluto essere). Si risposò poi con Sheila Johnson. Trascorse i suoi ultimi anni con Kathleen Silvassy.
"Quando l'ho incontrato a metà degli anni cinquanta", ha scritto il musicista jazz David Amram "Carr è stato così raffinato, mondano e divertente e sapeva metterti a tuo agio”.
Secondo Amram, Carr è rimasto fedele a Kerouac fino alla sua vecchiaia, anche quando Kerouac cadde nella demenza e nell'alcolismo.
Lucien Carr trascorse 47 anni, la sua intera carriera professionale, con l'UPI, e fu promosso alla direzione dei servizi di cronaca fino al suo pensionamento nel 1993. Se era famoso da giovane per il suo stile fiammeggiante e il vocabolario scandaloso, come redattore ha sviluppato uno stile opposto, educando la capacità di concisione in generazioni di giovani giornalisti di cui è stato maestro. Era conosciuto per il suo consiglio ripetuto spesso, "Perché non inizi con il secondo paragrafo?". Un reporter citava Carr perché si seguissero due standard accettabili per un buon articolo: "Fammi piangere o fammi eccitare".
Carr morì al George Washington University Hospital di Washington nel gennaio 2005 dopo una lunga battaglia con un cancro alle ossa.

## Riferimenti cinematografici
- Nel film del 2013 Giovani ribelli - Kill Your Darlings, Carr è interpretato da Dane DeHaan.